# Le Défunt récalcitrant
Pour plus de détails, voir Fiche technique et Distribution.
Le Défunt récalcitrant (titre original : Here Comes Mr. Jordan) est un film américain réalisé par Alexander Hall, sorti en 1941.

## Synopsis
Joe, un boxeur, meurt dans un accident d'avion. Mais dans l'au-delà, sa mort n'était pas prévue. On le réincarne dans la peau d'un banquier véreux. Mais Joe est honnête et voudrait bien continuer sa carrière de boxeur et affronter le champion Murdock...

## Fiche technique
- Titre original : Here Comes Mr. Jordan
- Titre français : Le Défunt récalcitrant
- Réalisation : Alexander Hall
- Scénario : Sidney Buchman et Seton I. Miller, d'après une pièce de Harry Segall
- Musique : Friedrich Hollaender
- Photographie : Joseph Walker
- Montage : Viola Lawrence
- Direction artistique : Lionel Banks
- Costumes : Edith Head
- Production : Everett Riskin
- Société de production : Columbia Pictures
- Pays d'origine :  États-Unis
- Langue : anglais
- Format : Noir et blanc - 1,37:1 - Mono - 35 mm
- Genre : Comédie romantique et fantastique
- Durée : 94 minutes
- Dates de sortie :
  - États-Unis : 23 juillet 1941 (première) / 7 août 1941 (sortie nationale)
  - France : 27 décembre 1944

## Distribution
- Robert Montgomery : Joe Pendleton
- Evelyn Keyes : Bette Logan
- Claude Rains : Mr. Jordan
- Edward Everett Horton : le messager 7013
- James Gleason : Max Corkle
- Rita Johnson : Julia Farnsworth
- John Emery : Tony Abbott
- Donald MacBride : l'inspecteur Williams
- Don Costello : Lefty
- Halliwell Hobbes : Sisk
- Benny Rubin : Bugsy
- Joseph Crehan (non crédité) : un docteur
- Lloyd Bridges (non crédité) : Mr. Sloan, le copilote

## Autour du film
- Le tournage s'est déroulé à Los Angeles.
- Une suite a été tournée en 1947 : L'Étoile des étoiles, du même réalisateur.
- Remakes : la pièce d'Harry Segall, adaptée ici pour la première fois, le sera de nouveau par Warren Beatty et Buck Henry avec Le Ciel peut attendre (1978), puis par Chris Weitz et Paul Weitz avec Les Pieds sur terre (2001).
- James Gleason a été nommé à l'Oscar du meilleur second rôle masculin pour son interprétation de Max Corkle. C'était la première fois dans l'histoire des Oscars qu'une personne était nommée pour un rôle pour lequel une autre personne le serait plus tard. Jack Warden l'ayant été également pour son interprétation dans Le ciel peut attendre (1978).

## Récompenses et distinctions
- Oscar du meilleur scénario adapté, ainsi que nominations aux Oscars du meilleur film, meilleur réalisateur, meilleure photographie, meilleur acteur pour Robert Montgomery et meilleur second rôle masculin pour James Gleason en 1942.